# Vásárhelyi Boldizsár-díj
A Vásárhelyi Boldizsár-díj a Magyar Útügyi Társaság által adományozható egyik szakmai elismerés, amely a mérnöki újítások kidolgozása, illetve alkalmazása, a magyar útépítés, úthálózat fejlesztés, kutatás szakmai munkájának elismeréseként adományozható.
A díj 1997-ben került először átadásra.

## A plakett
A plakett képén Vásárhelyi Boldizsár arcképével díszített.
A plakett kerek alakú.

## Díjazottak
- 1997: Dipl.-Ing. Herbert Kühn és Dr. Boromisza Tibor
- 1998: ifjabb Dr. Vásárhelyi Boldizsár (a díj névadójának fia)
- 1999: Dr. Lányi Péter; Dr. Pallós Imre; Stoll Gábor
- 2000: Dr. Keleti Imre; Dr. Schváb János
- 2001: Reinisch Egon; Vértes Mária
- 2002: Csíkhelyi Béla; Schulz Margit
- 2003: Gál Mária; Dr. Liptay András
- 2004: Dr. Petőcz Mária; Dr. Mentsik Győző; Dr. Csorja Zsuzsanna
- 2005: Bacsó Antal; Dr. Szakos Pál
- 2006: Hamarné Szabó Mária, Tóth János
- 2007: Jencs Árpád; Szepesházi Róbert
- 2008: Dr.-Ing. PH.D./USA Jürg Sparmann; Dr. Gulyás András; Dr. Vinczéné Görgényi Ágnes
- 2009: Dr. Csepi Lajos; Kerékgyártó Attila; Tombor Sándor
- 2010: Keresztes László; Dr. Ruppert László
- 2011: Kovácsné Németh Klára; Kolozsi Gyula
- 2012: Dr. Német Ágnes; Puchard Zoltán
- 2013: Dipl.-Ing. Hans Walter Horz; Rétháti András
- 2014: Dr. Johann Litzka, Holnapy László, Karoliny Márton, Tímár József
- 2015: Both Tamás, Fülöp Pál, Dr. Horvát Ferenc, Nyiri Szabolcs
- 2016: Vólentné Sárvári Piroska, Mocsári Tibor
- 2017: Szerencsi Gábor, Dr. Zsákai Tibor
- 2018: Dr. Csehy Erzsébet, Lehel Zoltán
- 2019: Mucsi Attila Józsefné, Thoroczkay Zsolt, Dr. Törőcsik Frigyes, Szilvai József Attila
- 2020: Németh Mónika, Görög Béla